# Iósif Apanasenko
Iósif Rodionovich Apanasenko  (en ruso: Ио́сиф Родио́нович Апанасенко; 15 de abril de 1890 – 5 de agosto de 1943) fue un oficial militar soviético que combatió en la Primera Guerra Mundial, la guerra civil rusa y la Segunda Guerra Mundial en las filas del Ejército Rojo, donde alcanzó el grado militar de general del ejército (1941). Durante este último conflicto estuvo al mando de las tropas estacionadas en el Lejano Oriente ruso, hasta 1943 cuando fue enviado a combatir en el frente occidental contra los alemanes. Murió en combate en 1943, durante la batalla de Kursk.

## Biografía

### Infancia y juventud
Iósif Apanasenko: nació el 5 de abril de 1890 en la pequeña localidad rural de Mitrofanovskoye, en la gobernación de Stávropol —entonces parte del Imperio ruso, actualmente ubicada en el krai de Stávropol en Rusia—, en el seno de una familia rusa de campesinos muy pobres. Durante su adolescencia, trabajó como jornalero y pastor.
El Ejército Imperial ruso lo reclutó en diciembre de 1911. Sirvió en el 208.º Regimiento de Fusileros Lori y, en diciembre de 1912, se graduó en el equipo de entrenamiento del regimiento en Jasaviurt (Daguestán), después de graduarse sirvió en el equipo de ametralladoras del regimiento y fue ascendido a suboficial. A partir del otoño de 1914 participó con el regimiento en la Primera Guerra Mundial, luchando como parte de la 52.ª División de Fusileros del 3.º Cuerpo de Ejército del Cáucaso. Pasó toda la guerra en el teatro de operaciones del Cáucaso. 
En los primeros meses de la guerra, reemplazó a un oficial muerto en combate y comandó su pelotón, en 1915 se convirtió en comandante de media compañía con el rango de suboficial y luego ocupó el puesto de jefe del equipo de ametralladoras del regimiento. Por méritos militares fue ascendido a alférez en 1917 y al final de la guerra era comandante de una compañía de ametralladoras. En noviembre de 1917 se le concedió un permiso, pero ya no se reincorporó a las filas del regimiento y regresó a su aldea natal. Por su distinción en combate recibió tres cruces de San Jorge y dos medallas de San Jorge.

### Periodo de entreguerras
A finales de 1917, fue elegido presidente del Consejo y del Comité Militar Revolucionario de su aldea natal de Mitrofanovskoye. En mayo de 1918 organizó un destacamento partisano que luchó en la región de Stávropol contra las tropas del Ejército Blanco. En octubre (según otras fuentes en agosto) de 1918, se convirtió en el comandante de brigada de la 2.ª División de Infantería de Stávropol, y luego de la 1.ª División de Caballería de los partisanos de Stávropol, que más tarde pasó a llamarse 6.ª División de Caballería y formó parte del cuerpo de caballería comandado por el mariscal Semión Budionni, sobre cuya base, en 1919, se creó el 1.ᵉʳ Ejército de Caballería del Ejército Rojo.
Durante la caótica retirada del 1.ᵉʳ Ejército de Caballería, después de la derrota soviética en la batalla de Varsovia. Los combatientes de la 6.º División llevaron a cabo una serie de pogromos en Ucrania; el comisario de la división que había intentado  restablecer el orden, fue asesinado. Finalmente, Budionni, fue capaz de restablecer la disciplina en la división y los instigadores fueron fusilados. Sin embargo, Apanasenko y otros oficiales fueron destituidos de sus puestos por no haber hecho los esfuerzos necesarios para mantener la disciplina.
En 1923 Apanasenko, se graduó en los cursos académicos superiores del Ejército Rojo, en 1928 en los Cursos de formación avanzada para el personal de mando superior en la Academia Militar Frunze y en 1932, completó su educación al graduarse en la Academia Militar Frunzé. Tras el final de la guerra civil continuó al mando de la división. Entre 1924 y 1929, estuvo al mando de la 5.ª División de Caballería y, en 1929, de la 4.ª División de Caballería de Leningrado. En noviembre de 1932 asumió el mando del 4.º Cuerpo de Caballería en el Distrito Militar de Asia Central (SAVO, por sus siglas en ruso).

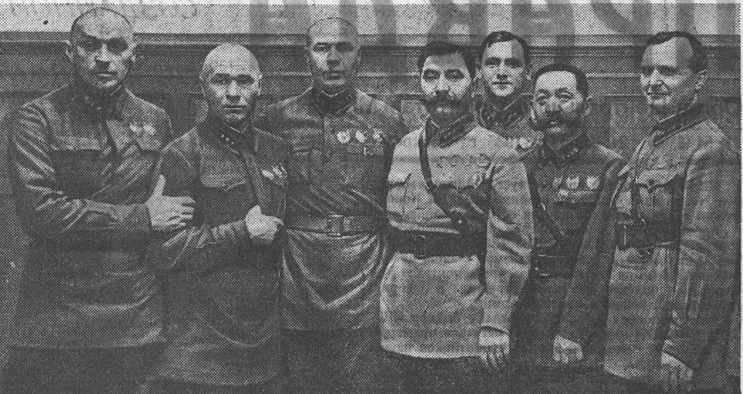
Apanasenko (segundo desde la izquierda) con un grupo de ex comandantes superiores del 1.ᵉʳ Ejército de Caballería en el VII Congreso de los Soviets de toda la Unión, 1935

De septiembre de 1935 a 1938 fue subcomandante de las tropas de caballería del Distrito Militar de Bielorrusia e inspector de caballería del distrito. En febrero de 1938, ocupó el puesto de comandante de las tropas del Distrito Militar de Asia Central. En enero de 1941, fue destinado al Distrito Militar del Lejano Oriente y al mes siguiente el distrito se renombró como Frente del Lejano Oriente, manteniéndose, Apanasenko al mando.
En 1941, fue elegido candidato a miembro del Comité Central del Partido Comunista de la Unión Soviética.

### Segunda Guerra Mundial
En junio de 1941, al inicio de la invasión alemana de la Unión Soviética, Apanasenko se encontraba al mando de las tropas desplegadas en el Lejano Oriente, con la misión de proteger las fronteras soviéticas de un posible ataque del Ejército de Kwantung japonés. Una vez que tomó posesión de su nuevo puesto, una de las primeras medidas que tomó, fue la de construir una carretera que uniera las localidades de Jabárovsk con la estación ferroviaria de Kuybyshevka Vostochnaya (actualmente Belogorsk) de 1000 km. Para el 1 de septiembre de 1941 la carretera ya estaba terminada.
Ante el temor de una posible invasión japonesa de Siberia, el Alto Mando soviético (Stavka) había estacionado en la zona más de treinta divisiones, con un fuerte apoyo de tanques, caballería y aviación. Al oeste de lago Baikal, los soviéticos disponían de una segunda línea de defensa. En total, en Siberia había acantonados alrededor de 750 000 efectivos. En septiembre u octubre, el espía soviético Richard Sorge, informó a Stalin que los japoneses habían decido no atacar a la Unión Soviética y se preparaban para librar una guerra en el Pacífico contra Estados Unidos. En octubre de 1941, el dictador soviético se sintió lo suficiente confiado, para solicitar a Apanasenko que enviara todas las divisiones y equipamiento que pudiera a Moscú, para detener la ofensiva alemana que amenazaba con ocupar la capital soviética. La mitad de las tropas del Frente del Lejano Oriente (dieciocho divisiones) fueron movilizadas en ferrocarril para la defensa de Moscú.
El 6 de junio de 1943, después de numerosas solicitudes para que fuera enviado al frente de batalla, Apanasenko fue nombrado subcomandante del Frente de Vorónezh. Aunque permaneció poco tiempo en su nuevo destino ya que el 5 de agosto de 1943, durante la batalla de Kursk, cerca de Bélgorod, durante un bombardeo de la Luftwaffe fue alcanzado por un fragmento de proyectil que lo hirió de muerte y murió ese mismo día. Fue enterrado en Bélgorod. Posteriormente, sus cenizas, fueron enterradas nuevamente en presencia de sus familiares y amigos en Stávropol.

## Promociones
- Komkor (20 de noviembre de 1935)

Monumento al general Apanasenko en la plaza Vokzalnaya en Bélgorod (Rusia)

- Comandante de Ejército de 2.º Rango (8 de febrero de 1939)
- Coronel general (4 de junio de 1940)
- General del ejército (22 de febrero de 1941).[5]

## Condecoraciones
A lo largo de su carrera militar, Iósif Apanasenko recibió las siguientes condecoraciones
Unión Soviética
- Orden de Lenin (27 de agosto de 1943)
- Orden de la Bandera Roja, tres veces (25 de julio de 1920, 17 de agosto de 1923 y 13 de febrero de 1930)
- Medalla del 20.º Aniversario del Ejército Rojo de Obreros y Campesinos (22 de febrero de 1938)

Imperio ruso
- Orden de San Estanislao
- Cruz de San Jorge de 2.do, 3.er y 4.º grado.
- Medalla de San Jorge, dos veces
- Medalla Conmemorativa del 300.º Aniversario del Reinado de la Casa Romanov